# Podprzestrzeń uzupełniająca
Podprzestrzeń uzupełniająca – niepusta podprzestrzeń liniowa {\displaystyle U<V} przestrzeni liniowej {\displaystyle V,} która spełnia
{\displaystyle V=U\oplus W}
dla pewnej ustalonej podprzestrzeni {\displaystyle W<V.}
Symbol {\displaystyle \oplus } oznacza sumę prostą przestrzeni {\displaystyle U,W.}
Każda podprzestrzeń posiada podprzestrzeń uzupełniającą (na ogół jest ich wiele).